# O Grande Encontro 2
O Grande Encontro 2 é um álbum dos cantores Elba Ramalho, Geraldo Azevedo e Zé Ramalho, lançado em 1997.
Depois do sucesso do álbum O Grande Encontro (1996), que também contou com Alceu Valença, foi lançado um novo álbum, desta vez gravado em estúdio e sem a participação de Alceu, que preferiu continuar com sua carreira solo. Chegou-se a cogitar a participação do cantor Fagner para o lugar de Valença, porém, a ideia foi abortada.

## Faixas
| N.º | Título                                                   | Compositor(es)                                              | Vocais principais                          | Duração |  |
| 1.  | "Disparada"                                              | Geraldo Vandré, Théo de Barros                              | Elba Ramalho, Geraldo Azevedo e Zé Ramalho | 4:34    |  |
| 2.  | "O Princípio do Prazer"                                  | Geraldo Azevedo                                             | Elba Ramalho, Geraldo Azevedo e Zé Ramalho | 3:13    |  |
| 3.  | "Banquete de Signos"                                     | Zé Ramalho                                                  | Elba Ramalho e Zé Ramalho                  | 3:59    |  |
| 4.  | "Miragens"                                               | Geraldo Azevedo, Zé Ramalho                                 | Geraldo Azevedo e Zé Ramalho               | 3:27    |  |
| 5.  | "Pedras e Moças"                                         | Geraldo Azevedo, Zé Ramalho                                 | Elba Ramalho, Geraldo Azevedo e Zé Ramalho | 3:41    |  |
| 6.  | "Canta Coração"                                          | Geraldo Azevedo, Carlos Fernando                            | Elba Ramalho e Geraldo Azevedo             | 3:32    |  |
| 7.  | "Eternas Ondas"                                          | Zé Ramalho                                                  | Elba Ramalho e Zé Ramalho                  | 6:05    |  |
| 8.  | "Bicho de 7 Cabeças II"                                  | Geraldo Azevedo, Zé Ramalho, Renato Rocha                   | Elba Ramalho, Geraldo Azevedo e Zé Ramalho | 2:27    |  |
| 9.  | "O Autor da Natureza"                                    | Zé Vicente da Paraíba, Passarinho do Norte, Bráulio Tavares | Geraldo Azevedo e Zé Ramalho               | 4:51    |  |
| 10. | "Saga da Asa Branca: Asa Branca / A Volta da Asa Branca" | Luiz Gonzaga, Humberto Teixeira / Luiz Gonzaga, Zé Dantas   | Elba Ramalho, Geraldo Azevedo e Zé Ramalho | 6:10    |  |
| 11. | "Canção da Despedida"                                    | Geraldo Azevedo, Geraldo Vandré                             | Elba Ramalho                               | 3:02    |  |
| 12. | "Ai Que Saudade d'Ocê"                                   | Vital Farias                                                | Elba Ramalho, Geraldo Azevedo e Zé Ramalho | 2:52    |  |

## Créditos

### Músicos
- Elba Ramalho: voz
- Geraldo Azevedo: voz, violão e arranjos
- Zé Ramalho: voz, viola e arranjos
- Robertinho de Recife: guitarra, sitar, viola de 10, berimbau de bacia, efeitos e arranjos
- Jamil Joanes: baixo
- Renato Massa: bateria
- Luiz Antônio: teclados, moog, vibrafone e órgão
- Zé Gomes, Lucas, Firmino e Paulinho "He-Man": percussão
- Leo Gandelman: sax soprano em "Pedras e Moças"
- Márcio Montarroyos: trompete em "Bicho de 7 Cabeças II"
- César Michiles: sax soprano e flauta
- Dominguinhos: acordeom

### Pessoal técnico
- Produzido por Robertinho de Recife
- Direção artística: Jorge Davidson
- Assistente de produção: Cláudia André
- Gravado e mixado on Euphonix System no Studio Lagoa - RJ, em agosto, setembro e outubro de 1997
- Técnico de gravação e mixagem: Rob
- Masterizado por Ricardo Garcia
- Capa: Pós Imagem Design
- Direção de arte: Ricardo Leite e Rafael Ayres
- Projeto gráfico: Fabiana Prado
- Fotos: Milton Montenegro
- Coordenação gráfica: Emil Ferreira